# Rendezvous in Paris (1982)
Rendezvous in Paris ist ein Film von Gabi Kubach aus dem Jahr 1982. Der Film basiert auf dem Roman Rendezvous in Paris von Vicki Baum. In den Hauptrollen spielen Claude Jade, Harald Kuhlmann und Barry Stokes.

## Handlung
Die wohlbehütete und vom Anwaltsgatten vernachlässigte Evelyn Droste bricht für die Affaire mit einem Amerikaner aus und setzt ihre bürgerliche Existenz aufs Spiel.
Bei einem Tennisspiel begegnet Evelyn Droste dem Amerikaner Frank Davis. Seinen Avancen hält sie vorerst stand, doch bei einem Ball am folgenden Abend lässt sie sich während eines Spaziergangs küssen. Bei seinem Abschied bittet er sie, ihn in Paris zu besuchen. Evelyns Freundin Marianne bemerkt die Verwirrung der jungen Frau, schweigt jedoch beim Essen vor deren Mann Kurt. Der bezeichnet Evelyn als "etwas abgewelkt" und nimmt sie vor jedweder Anstrengung in Schutz. Evelyns Kinder werden von einer Gouvernante betreut und Evelyns Versuche, sich gegen sie aufzulehnen, scheitern. "Du und Kurt, ihr lebt zu monogam", merkt Marianne an und ermuntert Evelyn, dem Amerikaner nach Paris zu folgen. Für Frank ist sie nur ein Abenteuer, doch Evelyn, die ihrem Mann sagt, sie reise mit Marianne nach Gatow, folgt ihm für ein Wochenende nach Paris. Gatte Kurt wähnt sie auf dem Lande. Evelyn erkennt, dass Frank ein Verführer ist, dem nur an einer flüchtigen Romanze gelegen ist. Auf ihrem Heimflug stürzt das Flugzeug ab. Kurt erfährt erst jetzt von der Einsamkeit Evelyns.

## Hintergründe
Kubachs Film verweigert sich der Erzählstruktur des Romans. Identifikationsfigur bleibt allein Evelyn. Die Filmsprache orientiert sich stark an Alfred Hitchcock und zitiert dessen Film Rebecca im Verhältnis Evelyns zum alten Kindermädchen (deren Schauspielerin Nina Divíšková wie ein Double Judith Andersons wirkt) und kopiert sogar die Szene mit den wehenden Vorhängen. Und wenn die Gouvernante als Silhouette in der Tür erscheint und Claude Jade erschrickt, erinnert diese Szene deutlich an die Gewitternacht im Haus der Mutter in Marnie.
Der Film entstand in Ateliers der Bavaria sowie in Prag und Umgebung.

## Kritik
„Gabi Kubach hat die Vorlage in bedeutungsschwangere und bezeichnenderweise häufig eingedunkelte Szenerien umgesetzt, als gelte dieser Ehrgeiz einer anderen ‚Romanze in Moll’.“